# Malbosc
Malbosc est une commune française située dans le département de l'Ardèche, en région Auvergne-Rhône-Alpes.
Ses habitants sont appelés les Malbossards.

## Géographie

### Situation et description
Malbosc est une petite commune à l'aspect essentiellement  rural située dans la communauté de communes Pays des Vans en Cévennes dans la partie méridionale du département de l'Ardèche.

### Hydrographie
La commune est très riche en multiples cours d'eau, petits ou plus grands - à tel point que hormis pour environ 4 km de longueur, elle est entièrement ceinturée de différents cours d'eau, dont en limite sud deux affluents de la Cèze elle-même affluent du Rhône, et bordée pour le reste par des affluents de la Ganière elle-même affluent de la Cèze.
Au nord le ruisseau de Brousson, affluent de la Ganière, prend source sur le flanc est du sommet de la Croix d'Esparguet. Il coule vers l'est et sert de limite de commune avec Les Vans sur son parcours entier (1,8 km). Au sud-est du Brousson il conflue avec la Ganière, qui coule d'abord vers le sud-est en servant de limite de commune avec Les Vans sur 2,5 km, puis se tourne vers le sud et borde Banne sur 4,2 km jusqu'à la confluence de son affluent le ruisseau de Maubert venant du sud-ouest en rive droite.
Le ruisseau de Maubert prend le relais comme limite de commune avec Bordezac pour les derniers 2,2 km de son parcours, jusqu'à la confluence de son petit affluent le ruisseau de Prat Peillard. Ce dernier sert de limite de commune avec Bordezac au sud-est sur son parcours entier (1,2 km), jusque sur le flanc nord-est de la Côte vers les ruines du Moutas où il prend naissance. Côté sud-ouest de cette crête, la limite de commune retrouve un cours d'eau avec la confluence du ruisseau des Costes et du ruisseau de la Doue : elle suit le ru formé par cette conjonction jusqu'à sa confluence avec la Cèze, ru qui sépare Malbosc de Bordezac pour la première moitié de son cours et de Chambon pour le reste.
Ce ru rejoint la Cèze à 360 m en aval du barrage de Sénéchas.Sur les 350 m environ entre le barrage et cette confluence, la Cèze sert de limite de commune avec Peyremale - le barrage de Sénéchas est partagé entre Malbosc et Peyremale, mais pas sur Sénéchas.
Le lac formé par le barrage est divisé en deux branches, celle du sud-ouest occupant une partie de la vallée de l'Homol affluent de la Cèze, la branche nord-ouest s'allongeant dans la vallée de la Cèze. La limite de commune avec Sénéchas, qui mesure environ 2,3 km, commence à moins de 100 m en amont du barrage, sur la rive gauche (côté nord) de la branche nord-ouest du lac - la branche de la Cèze. Malbosc inclut toute la longueur de cette berge mais n'inclut pas l'eau du lac, qui pour cette branche est entièrement sur Sénéchas.
Un peu plus de 2 km en amont du barrage, la Cèze reçoit en rive gauche le ruisseau des Amarosses. La limite de commune avec Aujac suit ce ruisseau vers le nord sur 1,5 km. Elle le quitte pour continuer vers le nord et vers le sommet du Bartras. Sur le flanc nord du Bartras elle rejoint le ruisseau du Térond, qu'elle suit jusqu'à la confluence de ce dernier avec le ruisseau d'Abeau. Elle suit ensuite le ruisseau d'Abeau sur 380 m en aval, jusqu'à la confluence en rive gauche du valat de Balizac.
Les 2,2 km du ruisseau de Balizac complètent presque le tour de la commune, servant de limite de commune avec Bonnevaux ; il ne manque que 400 m de plus vers le nord pour atteindre le sommet du Font de L'Aille, point culminant de la commune. Deux kilomètres à l'est, commence le ruisseau de Brousson.
En sus de ces déjà nombreux cours d'eau, à peu près chaque pli de montagne recèle un ru, saisonnier pour la plupart.

### Communes limitrophes
Malbosc est limitrophe de huit communes, dont deux se trouvent en Ardèche : Banne et Les Vans ; et six dans le Gard : Aujac, Bonnevaux, Bordezac, Chambon, Peyremale et Sénéchas :

### Géologie et relief
Malbosc abrite un petit gisement d'antimoine, présent sous la forme de stibine. L'extraction de celle-ci se faisait par simple chauffage des roches, la matte s'écoulant des stériles dès que la température s'approche de 600 °C. Mais la stibine, incluse dans des filons quartzeux orientés NO-SE, y est disséminée, soit en mouches rayonnées, soit en veines très irrégulières ayant, au plus, 0,20 à 0,10 m d'épaisseur. L'allure de ces veines est très variable : tantôt elles se portent au toit, tantôt au mur du filon quartzeux ; parfois elles se divisent où se perdent complètement. En 1893, l'exploitation, gênée par cette irrégularité avait depuis longtemps été abandonnée.

### Climat
Pour des articles plus généraux, voir Climat d'Auvergne-Rhône-Alpes et Climat de l'Ardèche.
En 2010, le climat de la commune est de type climat méditerranéen franc, selon une étude du CNRS s'appuyant sur une série de données couvrant la période 1971-2000. En 2020, Météo-France publie une typologie des climats de la France métropolitaine dans laquelle la commune est exposée à un climat de montagne ou de marges de montagne et est dans la région climatique Provence, Languedoc-Roussillon, caractérisée par une pluviométrie faible en été, un très bon ensoleillement (2 600 h/an), un été chaud (21,5 °C), un air très sec en été, sec en toutes saisons, des vents forts (fréquence de 40 à 50 % de vents > 5 m/s) et peu de brouillards.
Pour la période 1971-2000, la température annuelle moyenne est de 12,8 °C, avec une amplitude thermique annuelle de 16,8 °C. Le cumul annuel moyen de précipitations est de 1 381 mm, avec 7,9 jours de précipitations en janvier et 4,3 jours en juillet. Pour la période 1991-2020, la température moyenne annuelle observée sur la station météorologique de Météo-France la plus proche, « Les Vans-Sa », sur la commune des Vans à 8 km à vol d'oiseau, est de 13,9 °C et le cumul annuel moyen de précipitations est de 1 251,0 mm,. Pour l'avenir, les paramètres climatiques de la commune estimés pour 2050 selon différents scénarios d'émission de gaz à effet de serre sont consultables sur un site dédié publié par Météo-France en novembre 2022.

### Voies de communication
Le territoire communal est traversé par la route départementale 51 (RD51).

### Lieux-dits, hameaux et écarts
Les lieux-dits suivis d'une astérisque sont situés à l'écart de la route indiquée.
A
- Abeau,                 Route d'Abeau
- Aubrias,               D51

B
- Bontier,               D216
- Le Barre*,             D216
- La Borie,              D216

C
- Chabannes*,            Rte de Chabannes
- Chambonas*,            Route d'Abeau (vers la Serre des Abeillards)
- Le Chastelas,          D216
- La Chaze*,             Rte de Chabannes
- Combe Chalde*,         D216
- Les Combres*,          D216
- Cruvelou*,             Rte de Sabuscles (de la D216)

D
- La Draille,            D216

E
- L'Eyrole*,             D216
- Escoussous*,           D216
- L'Estevenet*,          Rte de Sabuscles (de la D216)

F
- Fabre*,                Rte de Sabuscles (de la D216)
- Fourniel*,             D216

G
- Gorge*,                Rte de Sabuscles (de la D216)
- Gournier,              D216
- Grignole,              D216

H
- Habitarelle,           D310

L
- La Lauzière*,          D52
- Légal*,                D216
- La Loubatière,         D310

M
- Malbosquet*,           D216
- Le Mas*,               près de Malbosc
- La Mazade*,            D52
- Mourèdes,              D52
- Meynier*,              D216

N
- La Nouzette,           Rte de Chabannes

P
- Padrigalet*,           Rte de Chabannes
- La Pause*,             D216
- Pigeyroles*,           Route d'Abeau
- Prat Peillard*,        D216 (près de Combe Chalde)

S
- Sabuscles,              Rte de Sabuscles (de la D216)
- Safrenière*,           Rte de Sabuscles (de la D216)
- Le Serre*,             près de la Nouzette
- Le Serret*,            près de Chabannes

T
- La Tuilière*,          D216

V
- Vernédas,              D51

## Urbanisme

### Typologie
Au 1er janvier 2024, Malbosc est catégorisée commune rurale à "habitat très dispersé", selon la nouvelle grille communale de densité à 7 niveaux définie par l'Insee en 2022.
Elle est située hors unité urbaine et hors attraction des villes,.

### Occupation des sols
L'occupation des sols de la commune, telle qu'elle ressort de la base de données européenne d’occupation biophysique des sols Corine Land Cover (CLC), est marquée par l'importance des forêts et milieux semi-naturels (95,7 % en 2018), une proportion identique à celle de 1990 (95,7 %). La répartition détaillée en 2018 est la suivante : 
forêts (85,4 %), milieux à végétation arbustive et/ou herbacée (10,2 %), zones agricoles hétérogènes (3,8 %), eaux continentales (0,5 %).
L'évolution de l’occupation des sols de la commune et de ses infrastructures peut être observée sur les différentes représentations cartographiques du territoire : la carte de Cassini (XVIIIe siècle), la carte d'état-major (1820-1866) et les cartes ou photos aériennes de l'IGN pour la période actuelle (1950 à aujourd'hui).

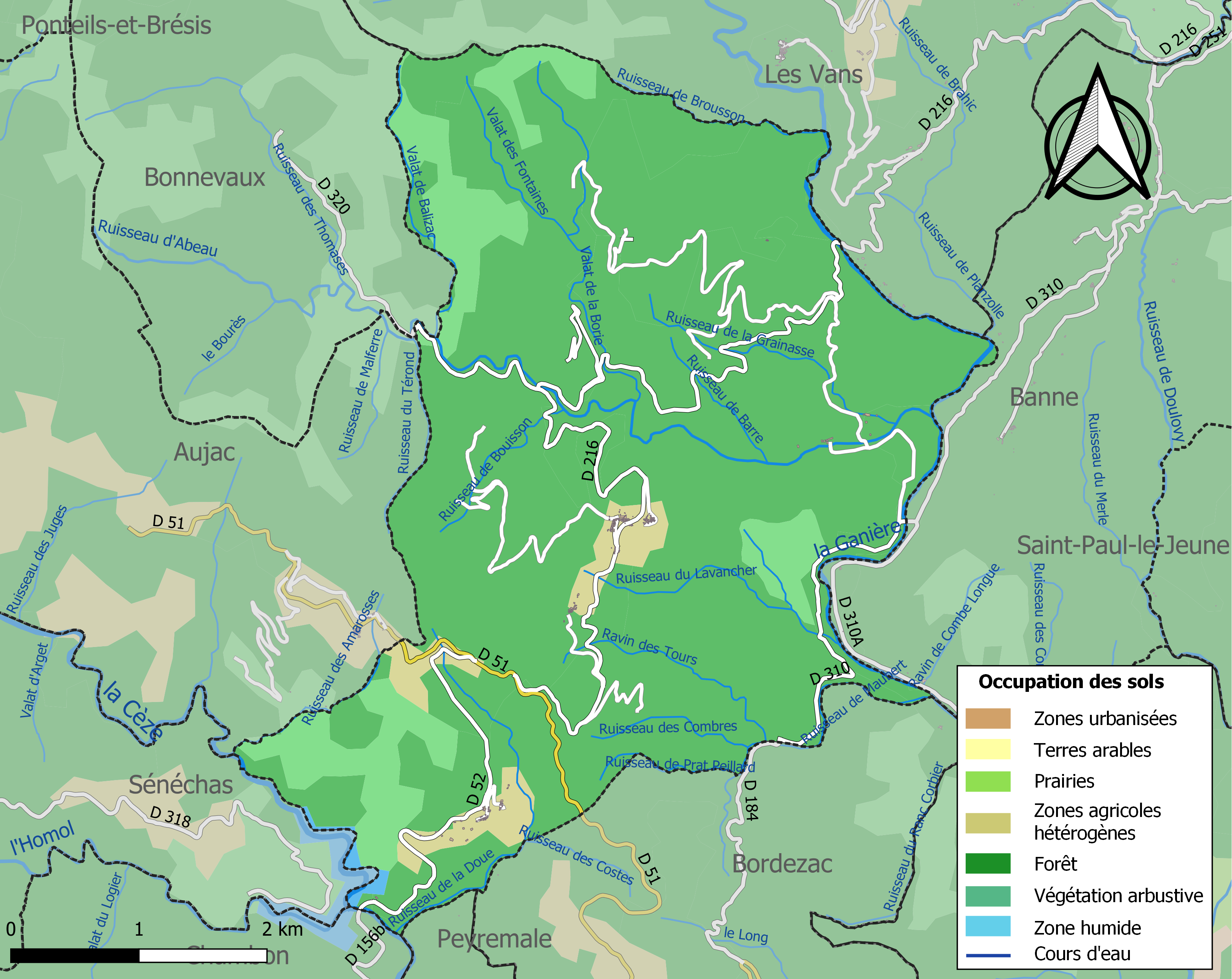
Carte des infrastructures et de l'occupation des sols de la commune en 2018 (CLC).

### Risques naturels

#### Risques sismiques
Selon son PLU, l'ensemble du territoire de la commune est situé en zone de sismicité no 2 (sur une échelle de 5), comme la plupart des communes situées sur le plateau et la montagne ardéchoise, mais en bordure occidentale de la zone no 3.
| Type de zone | Niveau           | Définitions (bâtiment à risque normal) |
| ------------ | ---------------- | -------------------------------------- |
| Zone 2       | Sismicité faible | accélération = 1,1 m/s2                |

## Toponymie
De l'occitan bosc, bos ou bost, « bois », qui était un « mauvais bois ». Mais le nom de Malbosc viendrait de la famille De Malbosc, seigneurs du village originaire du Gévaudan (Les Bondons) qui s'y établit au XIIe siècle et lui donna son nom.

## Histoire
Du XIIIe siècle au XVIIIe siècle, la seigneurie appartient à la maison de Malbosc, très bien implantée dans la région, qui a formé les plus nobles alliances, notamment avec les de Borne d'Altier, de Gabriac, des Porcellets, de Ginestous, de Grimoard, de Beauvoir, de Villaret.
La révolte des Masques qui touche plusieurs cantons dont ceux des Vans et de Saint-Ambroix à la fin de l'ancien régime est conduite par le procureur fiscal de Malbosc, Antoine de La Billerie. Cette bande compte plusieurs dizaines de révoltés qui se barbouillent le visage de suie ou portent une étoffe devant leur visage pour ne pas être reconnus. Cette révolte, causée par la misère qui règne dans la région, dure plusieurs années. Elle est dirigée contre les hommes de loi et les collecteurs d'impôts. L'argent qu'on leur dérobe est redistribué aux pauvres, mais aucun des notables menacés ne perd la vie. Cette révolte cesse avec l'arrestation de La Billerie à Malbosc. Il est jugé puis pendu aux Vans en 1783, et deux de ses complices sont étranglés puis roués.

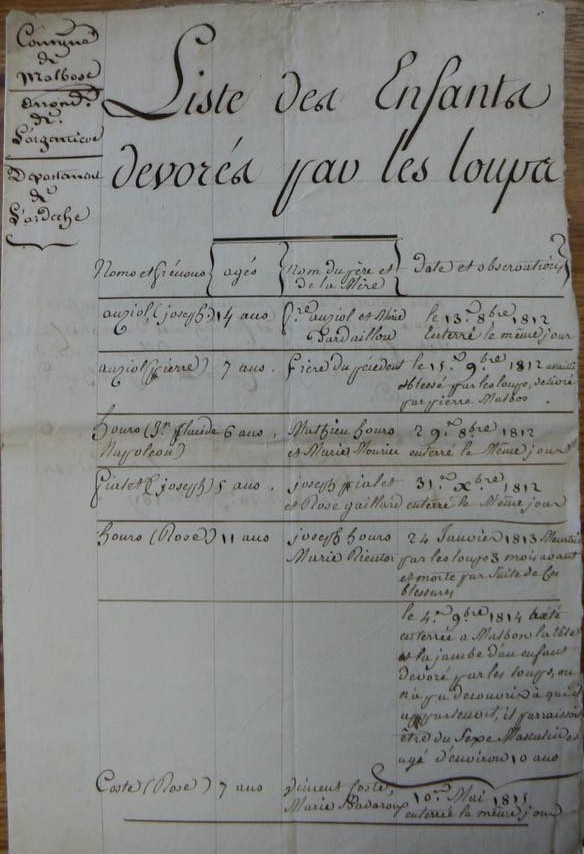
Liste des enfants dévorés par bête du Vivarais de 1812 à 1815, commune de Malbosc.

## Politique et administration

### Liste des maires
| Période                                  | Période    | Identité             | Étiquette | Qualité                       |
| ---------------------------------------- | ---------- | -------------------- | --------- | ----------------------------- |
| avant 1870                               | avant 1873 | Camille Maïstre      |           |                               |
| avant 1873                               |            | Joseph Louis Garidel |           |                               |
| juin 1995                                | mars 2008  | Alice Icard          |           |                               |
| mars 2008                                | mai 2020   | Michel Pialet        |           | Retraité de l'enseignement    |
| mai 2020                                 | en cours   | Christian Manifacier | SE        | Cadre de la fonction publique |
| Les données manquantes sont à compléter. |            |                      |           |                               |

## Population et société

### Démographie
L'évolution du nombre d'habitants est connue à travers les recensements de la population effectués dans la commune depuis 1793. Pour les communes de moins de 10 000 habitants, une enquête de recensement portant sur toute la population est réalisée tous les cinq ans, les populations de référence des années intermédiaires étant quant à elles estimées par interpolation ou extrapolation. Pour la commune, le premier recensement exhaustif entrant dans le cadre du nouveau dispositif a été réalisé en 2005.

En 2022, la commune comptait 146 habitants, en évolution de +0,69 % par rapport à 2016 (Ardèche : +2,48 %, France hors Mayotte : +2,11 %).
| 1793 | 1800 | 1806 | 1821 | 1831  | 1836 | 1841  | 1846  | 1851  |
| ---- | ---- | ---- | ---- | ----- | ---- | ----- | ----- | ----- |
| 906  | 867  | 726  | 962  | 1 036 | 980  | 1 025 | 1 054 | 1 087 |

| 1856  | 1861 | 1866 | 1872 | 1876 | 1881 | 1886 | 1891 | 1896 |
| ----- | ---- | ---- | ---- | ---- | ---- | ---- | ---- | ---- |
| 1 016 | 986  | 895  | 783  | 774  | 707  | 690  | 728  | 694  |

| 1901 | 1906 | 1911 | 1921 | 1926 | 1931 | 1936 | 1946 | 1954 |
| ---- | ---- | ---- | ---- | ---- | ---- | ---- | ---- | ---- |
| 672  | 681  | 598  | 522  | 480  | 418  | 354  | 297  | 251  |

| 1962 | 1968 | 1975 | 1982 | 1990 | 1999 | 2005 | 2006 | 2010 |
| ---- | ---- | ---- | ---- | ---- | ---- | ---- | ---- | ---- |
| 229  | 171  | 157  | 165  | 146  | 169  | 156  | 155  | 151  |

| 2015 | 2020 | 2022 | - | - | - | - | - | - |
| ---- | ---- | ---- | - | - | - | - | - | - |
| 144  | 146  | 146  | - | - | - | - | - | - |

### Enseignement
La commune est rattachée à l'académie de Grenoble.

### Médias
La commune est située dans la zone de distribution de deux organes de la presse écrite :
- L'Hebdo de l'Ardèche

Il s'agit d'un journal hebdomadaire français basé à Valence et couvrant l'actualité de tout le département de l'Ardèche.
- Le Dauphiné libéré

Il s'agit d'un journal quotidien de la presse écrite française régionale distribué dans la plupart des départements de l'ancienne région Rhône-Alpes, notamment l'Ardèche. La commune est située dans la zone d'édition de Privas et d'Aubenas.

### Cultes
L'église Saint-Jean-Baptiste (propriété de la commune) et la communauté catholique de Malbosc sont rattachées à la paroisse Saints Pierre et Paul de Païolive, elle-même rattachée au diocèse de Viviers.

## Environnement
La commune est comprise dans trois zones de protection environnementales :
- parc national des Cévennes (aire d'adhésion)[27] ;
- parc naturel régional des Monts d'Ardèche[28] ;
- réserve de biosphère des Cévennes[29].

## Culture locale et patrimoine

### Lieux et monuments
- Église du XIXe siècle Saint-Jean-Baptiste de Malbosc et derrière cette dernière l'église romane citée dans la bulle d’Innocent III du 12 novembre 1208.
- Château du XIIe siècle dont il ne reste que six corps de bâtiments, au lieu-dit du Chastellas et la chapelle Saint-Blaise.
- Chapelle du cimetière de Malbosc.

### Personnalités liées à la commune
- Félix de Malbosc de Miral de Cabrières (1726-1753) page du roi Louis XV et colonel de cavalerie dernier des Malbosc.